# Monorotaia di Las Vegas
La Monorotaia di Las Vegas è un sistema di trasporto pubblico che si trova nella famosa Strip della città di Las Vegas, in Nevada.

## Storia
L'infrastruttura è stata realizzata dalla Bombardier e ha aperto al pubblico, dopo numerosi ritardi, nel 2004.

## Caratteristiche
La linea collega la zona dove si trovava l'Hotel Sahara con l'MGM Grand Las Vegas, percorrendo circa 6,3 km; attualmente sono in costruzione 5 nuove stazioni che collegheranno anche l'aeroporto di Las Vegas. I passeggeri giornalieri sono mediamente circa 12 000.

### Percorso
| Urban head station |

| Urban stop on track |

| Urban stop on track |

| Urban stop on track |

| Urban stop on track |

| Urban stop on track |

| Urban end station, unused through track |

| Unknown route-map component "uexHST" |

| Unknown route-map component "uexHST" |

| Unknown route-map component "uexHST" |

| Unknown route-map component "uextSTRa" |

| Unused urban tunnel stop on track |

| Unused urban end station |